# Ringer-Weltmeisterschaften 1994
Die Ringer-Weltmeisterschaften 1994 fanden nach Stilart und Geschlechtern getrennt an unterschiedlichen Orten statt. Dabei wurden die Ringer in jeweils zehn Gewichtsklassen unterteilt, während die Frauen in neun Gewichtsklassen antraten.

## Griechisch-römisch
Die Wettkämpfe im griechisch-römischen Stil fanden vom 8. bis zum 11. September 1994 in Tampere statt.

### Medaillengewinner
| Klasse  | Gold                 | Silber               | Bronze               |
| ------- | -------------------- | -------------------- | -------------------- |
| -48 kg  | Wilber Sánchez       | Aljaksandr Paulau    | Gela Papaschwili     |
| -52 kg  | Alfred Ter-Mkrtchyan | Natiq Eyvazov        | Andrij Kalaschnykow  |
| -57 kg  | Juri Melnitschenko   | Alexander Ignatenko  | Dennis Hall          |
| -62 kg  | Sergei Martynow      | Iwan Radew           | Włodzimierz Zawadzki |
| -68 kg  | Islam Dugutschijew   | Ghani Yalouz         | Bisser Georgiew      |
| -74 kg  | Mnazakan Iskandarjan | Józef Tracz          | Torbjörn Kornbakk    |
| -82 kg  | Thomas Zander        | Tuomo Karila         | Waleryj Zilent       |
| -90 kg  | Gogi Koguaschwili    | Wjatscheslaw Olijnyk | Maik Bullmann        |
| -100 kg | Andrzej Wroński      | Bakur Gogitidse      | Heorhij Soldadse     |
| -130 kg | Alexander Karelin    | Héctor Milián        | Piotr Kotok          |

### Medaillenspiegel
| Rang | Land               | Gold | Silber | Bronze |
| ---- | ------------------ | ---- | ------ | ------ |
| 1    | Russland           | 5    | 1      | 0      |
| 2    | Deutschland        | 2    | 0      | 1      |
| 3    | Polen              | 1    | 1      | 1      |
| 4    | Kuba               | 1    | 1      | 0      |
| 5    | Kasachstan         | 1    | 0      | 0      |
| 6    | Ukraine            | 0    | 1      | 3      |
| 7    | Bulgarien          | 0    | 1      | 1      |
|      | Georgien           | 0    | 1      | 1      |
|      | Belarus            | 0    | 1      | 1      |
| 10   | Aserbaidschan      | 0    | 1      | 0      |
|      | Finnland           | 0    | 1      | 0      |
|      | Frankreich         | 0    | 1      | 0      |
| 13   | Schweden           | 0    | 0      | 1      |
|      | Vereinigte Staaten | 0    | 0      | 1      |

## Freistil
Die Wettkämpfe im freien Stil fanden vom 24. bis zum 28. August 1994 in Istanbul statt.

### Medaillengewinner
| Klasse  | Gold               | Silber                    | Bronze                |
| ------- | ------------------ | ------------------------- | --------------------- |
| -48 kg  | Alexis Vila        | Jung Soon-won             | Pjotr Jumschanow      |
| -52 kg  | Walentin Jordanow  | Namig Abdullajew          | Gholamreza Mohammadi  |
| -57 kg  | Alejandro Puerto   | Mohammad Talaee           | Bagawdin Umachanow    |
| -62 kg  | Magomed Asisow     | Sjarhej Smal              | Giovanni Schillaci    |
| -68 kg  | Alexander Leipold  | Jesús E. Rodríguez Garzón | Kenschebek Omuralijew |
| -74 kg  | Turan Ceylan       | Viktor Peikov             | Behrouz Yari Kalani   |
| -82 kg  | Lukman Schabrailow | Sebahattin Öztürk         | Hans Gstöttner        |
| -90 kg  | Rasoul Khadem      | Macharbek Chadarzew       | Melvin Douglas        |
| -100 kg | Arawat Sabejew     | Dawud Magomedow           | David Musuľbes        |
| -130 kg | Mahmut Demir       | Bruce Baumgartner         | Aljaksej Medwed       |

### Medaillenspiegel
| Rang | Land               | Gold | Silber | Bronze |
| ---- | ------------------ | ---- | ------ | ------ |
| 1    | Kuba               | 2    | 1      | 0      |
|      | Türkei             | 2    | 1      | 0      |
| 3    | Deutschland        | 2    | 0      | 1      |
| 4    | Russland           | 1    | 1      | 3      |
| 5    | Iran               | 1    | 1      | 2      |
| 6    | Moldau             | 1    | 1      | 0      |
| 7    | Bulgarien          | 1    | 0      | 0      |
| 8    | Aserbaidschan      | 0    | 2      | 0      |
| 9    | Vereinigte Staaten | 0    | 1      | 1      |
|      | Belarus            | 0    | 1      | 1      |
| 11   | Südkorea           | 0    | 1      | 0      |
| 12   | Italien            | 0    | 0      | 1      |
|      | Kirgisistan        | 0    | 0      | 1      |

## Frauen
Die Wettkämpfe der Frauen fanden vom 6. bis zum 7. August 1994 in Sofia statt. Von den japanischen Ringerinnen, die an den Start gegangen waren, verpassten lediglich Yuka Mitadera in der Gewichtsklasse -57 kg und Mayumi Kurokawa in der Gewichtsklasse -61 kg als jeweils Viertplatzierte die Medaillenränge.

### Medaillengewinner
| Klasse | Gold                   | Silber                 | Bronze            |
| ------ | ---------------------- | ---------------------- | ----------------- |
| -44 kg | Shoko Yoshimura        | Tatjana Karamtschakowa | Dana Durecová     |
| -47 kg | Miho Adachi            | Margaret Legate        | Helene Escaich    |
| -50 kg | Miyu Ikeda             | Anna Gomis             | Jelena Jegoschina |
| -53 kg | Akemi Kawasaki         | Shannon Williams       | Sophie Pluquet    |
| -57 kg | Line Johansen          | Zohya Dahmani          | Sara Eriksson     |
| -61 kg | Nikola Hartmann-Dünser | Isabelle Dourthe       | Natalja Iwanowa   |
| -65 kg | Yayoi Urano            | Doris Blind            | Maryja Kremskaja  |
| -70 kg | Christine Nordhagen    | Elmira Kurbanowa       | Mikiko Miyazaki   |
| -75 kg | Mizuko Funakoshi       | Jewgenija Ossipenko    | Elisaweta Tolewa  |

### Medaillenspiegel
| Rang | Land               | Gold | Silber | Bronze |
| ---- | ------------------ | ---- | ------ | ------ |
| 1    | Japan              | 6    | 0      | 1      |
| 2    | Kanada             | 1    | 0      | 0      |
|      | Norwegen           | 1    | 0      | 0      |
|      | Österreich         | 1    | 0      | 0      |
| 5    | Frankreich         | 0    | 4      | 2      |
| 6    | Russland           | 0    | 3      | 2      |
| 7    | Vereinigte Staaten | 0    | 2      | 0      |
| 8    | Bulgarien          | 0    | 0      | 1      |
|      | Schweden           | 0    | 0      | 1      |
|      | Tschechien         | 0    | 0      | 1      |
|      | Ukraine            | 0    | 0      | 1      |